# 23166 Bilal
(23166) Bilal is een planetoïde met een omlooptijd van 1699,2695926 dagen (4,65 jaar). De planetoïde is ontdekt op 7 april 2000.